# Musée des beaux-arts de Sherbrooke
Le Musée des beaux-arts de Sherbrooke, fondé en 1982, est un musée régional basé à Sherbrooke, au Québec, et destiné à la promotion de l'art d'artistes des Cantons-de-l'Est ou inspiré par les Cantons-de-l'Est.

## Histoire
Le musée, fondé en 1982, loge depuis 1996 dans l'ancien édifice de l'Eastern Townships Bank, par l'architecte montréalais James Nelson. Ce dernier conçoit un édifice de style Second Empire dont les travaux de construction s'échelonnent entre 1874 et 1876.

## Collections
Les collections du Musée des beaux-arts de Sherbrooke se composent généralement d’œuvres d’art provenant ou représentant le territoire lié aux Cantons-de-l’Est, conformément à sa mission. Les collections sont majoritairement composées d’œuvres d’artistes québécois et canadiens, puis d’artistes américains, européens, et autochtones.
Toutes les périodes historiques (avant 1880, art moderne 1880-1945, et art contemporain depuis 1945), et les beaux-arts au sens large (arts visuels, médiatiques, décoratifs, métiers d’art, architecture et design) sont représentés. Aujourd’hui, le Musée conserve plus de 5 500 œuvres, réalisées par plus de 950 artistes. Environ la moitié de ce nombre est attesté bien culturel par la Commission canadienne d’examen des exportations de biens culturels (CCEEBC). De cette quantité d’œuvres, on retrouve un fonds photographique de quelque 430 œuvres, environ 1 150 toiles, et environ 600 sculptures. Les œuvres sont essentiellement acquises par voie de don.
La plus prestigieuse des collections du Musée est celle de l’artiste Frederick Simpson Coburn, incluant son fonds d’atelier. Originaire de Melbourne, il est reconnu comme un artiste canadien majeur au 20e siècle. À cette collection s’ajoute la collection d’art des Cantons-de-l’Est historiques, la collection d’art québécois, la collection d’art naïf, et le corpus de Serge Lemoyne.

## Expositions
L'exposition LAND BACK présentée en 2022 au Musée des beaux-arts de Sherbrooke fait partie de la 6e édition de la Biennale d'art contemporain autochtone (BACA) qui se déploie à travers différents lieux à Montréal et également à Québec.